# Začátek (Červený trpaslík)
Začátek (v anglickém originále The Beginning) je šestá epizoda desáté série (a celkově šedesátá první) britského sci-fi sitcomu Červený trpaslík . Poprvé byla odvysílána 8. listopadu 2012 na britském televizním kanálu Dave. Epizoda je věnována památce Petera Wragga, který měl v prvních sedmi sériích na starosti vizuální efekty a právě on navrhl loď Červený trpaslík.

## Námět
Na Červeného trpaslíka zaútočí replikanti a tak musí posádka uprchnout v Modrém skrčkovi. Ukryjí se v asteroidu a Rimmer si v domnění, že ho čeká smrt, přehraje holografický záznam od svého otce. Tato zpráva změní Rimmerův život…

## Děj
V prologu se podíváme na polytechniku na měsíc Io, kde v jedné třídě asistent Rimmer, Arnoldův otec, navrhne experiment na téma sociální tlak okolí. Tedy nakolik jedince ovlivňuje kolektiv. A protože Arnold na tuto hodinu, navíc jeho první na této škole, přišel pozdě, stane se terčem experimentu on. Jeho otec dává třídě otázky a všichni na ně odpovídají záměrně špatně. Arnold podlehne tlaku okolí a vždy odpoví stejně jako ostatní, k velkému zklamání svého otce.
Zpátky na Červeném trpaslíku dojde k poplachu, protože někdo nepovolaný vstoupil na palubu. Rabiját Hogey nejprve najde spícího Kocoura a obviní ho, že mu zabil bratra, ale ten ho pošle za Listrem. Následně narazí na Krytona a ten ho rovněž odkáže na Listera. Hogey ho konečně najde, obviní ho ze smrti bratra a vyzve ho na „duel až do trýznivé smrti napříč prostorem a časem“. Lister výzvu odmítá akceptovat s poukazem, že rabijáti jsou souboji posedlí, a tak vyvolávají spory a následně požadují satisfakci. Evidentně to není jeho první návštěva Trpaslíka, protože podle Listera byly souboje ze začátku zábavné, ale teď už jich má plné zuby. Jenže jak se zabavit? Rimmer navrhne soutěž ve vaření: pokud vyhraje Hogey, dostane souboj napříč prostorem a časem. Jestliže vyhraje Lister, dostane velký poklad. Hogey vytáhne z rukávu mapu, kterou údajně ukradl replikantům. Lister se v tu chvíli podívá z okna a uvidí tři střely, které vzápětí narazí do Trpaslíka a vybuchnou. V plášti se objeví trhlina a začne nasávat vzduch, jenže Hogey se neudrží a svým tělem ji ucpe. Rimmer si vezme nějaké zařízení zpod stolu, Lister sebere Hogeymu pistoli a oba utečou. Podle Krytonova zjištění na ně střílí replikantská smrťácká loď, která sledovala Hogeyho a Červený trpaslík je bonus navíc. Posádka si tedy vezme Modrého skrčka a pokusí se s ním uletět. Cestou k němu Lister vyzkouší Hogeyho pistoli a zjistí, že umí destabilizovat na molekulární úrovni jakýkoliv povrch, takže jím ostatní předměty projdou.
Tři dálkově řízená plavidla zvaná likvidátory začnou Skrčka pronásledovat, jenže ten se před nimi udrží pouze do té doby, než mu dojde palivo, tedy tři hodiny. Lister jako pilot tedy loď navede do pásu asteroidů a v jednom z nich se schová. Replikanti začnou do pásu vysílat sondy, aby zjistili polohu Skrčka a je jen otázkou času, než ho najdou. Vytvořením bojového plánu je pověřen Rimmer a selže. A protože už není žádná naděje na záchranu, vytáhne Rimmer ono zařízení, které vytáhl zpod stolu. Je to holografická zpráva od jeho otce, kterou si měl přečíst, až se stane důstojníkem vesmírného sboru. Otec mu oznámí, že není jeho otcem, tím byl jejich zahradník Dennis zvaný Mrva, kterého Rimmer popíše jako „blábolícího imbecila“. Tuhle informaci mu tajil proto, aby mu nenaboural sebeúctu, ale teď již je důstojníkem a na ničem z toho nesejde. Rimmer odejde.
Po chvíli se vrátí a prohlásí, že kdyby tu teď byl jeho skutečný otec, byl by na něj pyšný. Stal se druhým technikem na těžařské lodi JMC a není cítit hnojem. Ten hlas, kterým mu celou dobu říkal, že je neschopný, je najednou pryč. A má plán. Jenže ten Lister prohlásí za „blbost“ a v následném hlasování je zamítnut. Rimmer se už už tak jako obvykle chystá podlehnout tlaku okolí a zamítnout svůj vlastní plán, jenže tentokrát se v něm něco zlomí a naopak on přesvědčí ostatní, aby dali na něj. A jak prohlásí: „Nemáme se čeho bát. Leda strachu samotného. Kromě bolesti. A možná i ponížení. A jistě i smrti a neúspěchu. Ale kromě strachu, bolesti, ponížení, neúspěchu, neznáma a smrti se nemáme čeho bát! Leda strachu.“
Skrček vyletí z asteroidu a okamžitě je obklopen likvidátory a smrťáckou lodí. Rimmer otevře komunikační kanál a požaduje, aby se s nimi zacházelo podle páté úmluvy Ženevské konvence jako s válečnými zajatci. Generál replikantů se mu vysměje a odpálí z každého plavidla dvě střely. Lister Hogeyho pistolí destabilizuje čtyři stěny Skrčka, těmi následně proletí všech osm střel a ty zničí všechny čtyři lodě replikantů. Rimmer se následně prohlásí za hrdinu dělnické třídy a Lister ho pouze opraví, že hrdiny jsou oba dva. Rimmer Krytonovi přikáže, ať nastaví kurz na Trpaslíka, protože „chátra se vrací domů“.

## Produkce
Mnoho materiálu bylo převzato z nikdy nepoužitého scénáře pro film Červený trpaslík. Pracovní název epizody byl "Death Day" (Den smrti), ale nakonec byl změněn na "The Beginning" (Začátek) jako odkaz na první epizodu celého seriálu Červený trpaslík. A poslední Rimmerova věta v tomto díle parafrázuje poslední větu, kterou v první epizodě The End (Konec) pronesl Dave Lister.
V epizodě si Hogeyho zahrál Richard O'Callaghan. Hogey byla postava ze zrušeného filmu a O'Callaghan si ji dokonce zahrál v předchozích letech v předprodukčním čtení scénáře filmu. O'Callaghan si rovněž zahrál v sérii Zpátky na zemi, kde ztvárnil roli Stvořitele.
Replikantského generála ztvárnil Gary Cady, který si až do první scény neuvědomil, že natáčí komedii.